# Баранчеевка
Баранчеевка — село Спасского района Пензенской области Российской Федерации. Входит в Рузановский сельсовет.

## Название
Баранчеевка (варианты названия: Вадовская, Водовская, Бранчеевка, Новоселки).
Название идёт от фамилии стольника Прокофия Яковлевича Баранчеева, воеводы в Верхнем Ломове в 1695 году.

## География
В 4 км к западу от него в верховье реки Нор-Ломовки.
Ближайшие города: Рассказово, Тамбов, Арзамас.

## История
Заселение края проходило в 1630-х годах, когда были заложены города-крепости Керенск, Верхний и Нижний Ломовы для возведения и укрепления засечной черты на юго-востоке Российского государства. В новых городах формировались военные служащие из детей боярских — будущего сословия дворян, а также из простых казаков, татарских и мордовских мурз, предки которых служили русскому царю. К середине 17 века названные города стали уездными центрами. Приток военнослужащих увеличился, оплатой за их ратный труд на засечных чертах были земельные наделы. Так за эти годы возникла в Керенском уезде деревня Баранчеевка.
Сторожевые мордовские мурзы Кадора Чушов с товарищами (21 человек) в 1636 году основали деревню Вадовскую, названную по реке Вад, из которой впоследствии выделилась Баранчеевка, Ульяновка, Новоселки. Деревня располагалась на дорогах, ведущих в Наровчат, Нижний и Верхний Ломов, Керенск и Шацк.
Спустя 3 года в деревню Вадовскую были дополнительно поселены мордовские мурзы Алешка Кечадаев с товарищами (10 человек), им отведено «каждому по 20 четвертей в поле, а в дву потому ж на речке Сергамке по обе стороны Наровчатской дороги».
В 1640 году в Баранчеевке жили казак, мордовский мурза Сычесь Войнов с дядьями, мордовскими мурзами Четлуном Купцадеевым и другими. Земля им была отведена «ис порозжих земель ковыла» по 50 четвертей человеку, а всего 400 четвертей в каждом из трех полей.
В 1670-х годах в деревне было уже 43 двора сторожевых и полковых казаков.
Поселяли в Вадовской и служилых татар, но они скоро дезертировали, и вместо них, «сходцев», поселены новокрещеные татарские и мордовские мурзы с поместным окладом 100 четвертей земли и 5 рублей жалования, видимо, на более выгодных условиях. Это было в 1690-х годах, среди них Бекбулатка Бибаков, Белгус Дадасмет.
К 1687 году в Баранчеевке — 43 двора сторожевых и полковых казаков. К 1695 году мордва ушла, имение досталось помещику.
После осады Симбирска Степан Разин направил несколько отрядов в разные города. По пути из Наровчата в Керенск разинцы мелкими отрядами заезжали в Баранчеевку.
По данным первой общероссийской ревизии населения (1719—1727) в деревне Вадовской (Баранчеевка) записаны однодворцы и солдаты вместе с помещиками, всего — 105 человек обоего пола (у вдовы Марьи Баранчеевой было 74 души).
Интересна история земельных тяжб баранчеевских помещиков. Полковник Прокофий Яковлевич Баранчеев, верхнеломовский воевода (1698—1700 гг.), по-соседски занял деньги у генерала Игнатьева. После его внезапной смерти Игнатьев предъявил вдове иск о выплате долга, в иске ещё и донёс, что Баранчеев «сокрыл беглого крестьянина Дмитрия Бабенышева с семьей», что тогда достаточно жестоко каралось. Вдове присуждено было выплатить соседнему помещику 1922 руб. 28 коп., что тогда являлось достаточно большой суммой, а за невозможностью выплаты — описаны и переданы Игнатьеву бывшие баранчеевские имения, в том числе в деревне Вадовской.
В 1741 году земля М. И. Баранчеевой отошла к Игнатьеву в том числе и в Муромском уезде. После смерти Марьи Ивановны её наследники, князья Гагарины, отсудили часть земли (50 четвертей) в деревне Вадовской, как незаконно отнятых, а в XIX веке снова судились из-за 50 десятин леса в Новоселках. Дело длилось до середины XIX века.
По данным второй общероссийской ревизии населения (1745) — в Баранчеевка насчитывалось 249 душ мужского пола. К 1745 г. в деревню Вадовскую генерал Степан Лукич Игнатьев переселил крестьян из Муромского уезда деревни Каревой, бывших во владении у М. И. Баранчеевой.
К началу «Золотого века русского дворянства» (1762—1796) население Баранчеевка состояло из помещичьих крестьян и однодворцев, которых позднее перевели в ранг государственных крестьян.
Помещик имел право продавать крестьян с двором, с землей и без земли. Часто разлучались семьи. Крепостная мужская душа стоила 10 руб. Баранчеевский помещик М. А. Гагарин продал помещице Громницкой Лазаря Иванова 37 лет с детьми 14 и 3-х лет, Ефима Маркова 32 лет с сыном Тимофеем 9 лет, братом Федором 8 лет и племянником Фомой 8 лет.
В военных действиях 1812 года в действующей армии воевали помещик Баранчеевки корнет Филипп Семенович Добровольский, братья Петр и Иван Свищевы (Ульяновка, Баранчеевка).
В ополчении участвовал баранчеевский помещик Александр Федорович Громницкий и помещичьи крестьяне (среди них артиллеристы Нефед Захаров, Самсон Лысов). О боевых делах пензенских ополченцев спустя сто лет написал исторический очерк В. Р. Апухтин под названием «Краткий очерк истории сформирования и действий Пензенского дворянского ополчения в Отечественную и Освободительную войну 1812—1814 гг.».
В Баранчеевке и Новоселках землей владели помещики Громницкие, чей сын Петр Федорович Громницкий был среди восставших екабристов. Он осужден на 20 лет каторжных работ и умер от чахотки в селе Усолье Иркутской губернии. Через третьих лиц Петр присылал родителям 20 писем.
В 1841 году граф Н.Мордвинов перевез часть крестьян из деревни Баранчеевка, относившейся тогда к Керенскому уезду Пензенской губернии, на территорию современного Увельского района Челябинской области, где заложил село Мордвиновку (ныне — центр и единственный населённый пункт Мордвиновского сельского поселения).
Сохранилась Уставная грамота 1862 года по имению князя А. Я. Гагарина, помещика села Баранчеевки. По десятой ревизии у него значилось 42 мужские души. Душевой надел составлял 3 десятин, на все крестьянское общество — 126 дес. За выделенную землю, лес, водопой и выгон крестьянское общество должно выплатить помещику 1050 руб. в год, на 1 мужскую душу — 5 руб. 41 коп. серебром и 1 руб. 50 коп. за усадьбу.
В начале XX века в Баранчеевке действовали 3 кузницы, 5 мельниц. Наблюдается быстрое социальное расслоение крестьянства: до среднего уровня (7-10 десятин на двор) не достигали 62,5 % баранчеевских хозяйств. 16,5 % дворов не содержали ни лошади, ни коровы, а у 11 % зажиточных хозяйств было больше 4-х лошадей и 2-х коров.
В 1905 г. зафиксирован бунт крестьян деревни Баранчеевки.
Число хозяйств, выделившихся на отруба, в ходе реформы П. А. Столыпина (1906—1911) было незначительным (32 хозяйства с 203 десятинами земли).
В 1911 г. в селе появилось двухкомплектное земское училище (1-6 классы). Ранее дети крестьян (8-10 учеников) ходили учиться в Салмановку в церковно-приходскую школу при местном храме, к приходу которого относилась Баранчеевка. Учил детей священник Евгений Андрианович Новгородский.
В 1911 году Керенское уездное земство по приговору баранчеевцев открыло в деревне школу по последнему типу земских школ. Об этом событии сообщала даже газета «Пензенские губернские ведомости» от 10 октября 1911 года: «4 октября сего года в деревне Баранчеевка Керенского уезда состоялось открытие начального училища, для которого земством выстроено великолепное помещение с квартирой для учителей. На открытии присутствовали председатель управы В. А. Волженский, попечитель училища А. А. Яшин, господа преподаватели Остапчук и Берцал, начальница Керенской женской гимназии О. И. Белорусова и более ста человек учащихся».
Училище было двухклассным, размещалось в деревянном здании на каменном фундаменте, в нём расположились две классные комнаты, две квартиры для учителей. Окончательно здание отделывалось в 1912 году.
Преподавание в земских школах было поставлено лучше, чем в церковно-приходских. В училище изучали родной язык (письмо и выразительное чтение) по учебнику «Родное слово» К. Д. Ушинского, арифметику, основы родиноведения, Закон Божий, рукоделие. Учебный год начинался с октября и заканчивался в апреле, так как начинались сельскохозяйственные работы, в которых дети принимали самое живое участие. Обучались 70 детей, мальчики и девочки. Первыми учителями были Мстислав Федорович Остапчук, в 1914 году мобилизованный на фронт, Софья Ивановна Берцал, окончила Пензенское епархиальное училище. М. Ф. Остапчука заменила Павла Ивановна Кавендрова, окончившая Московские курсы учителей.
За свою работу учительницы получали 360 рублей в год; законоучитель Е. А. Новгородский — 60 рублей в год. Училищу помогал материально его попечитель А. А. Яшин.
С открытием школы резко поднялся процент грамотности на селе. Позднее при училище заложен сад площадью 0,5 га и разбит земельный участок.
За успехи в учёбе лучшие ученики награждались Почетными Грамотами. Одна такая Почетная Грамота, данная ученику Гулякову Григорию Павловичу 4 августа 1915 года за благонравное поведение и отличные успехи в науках, хранится в Спасском музее. Её подписали попечитель училища А. А. Яшин, учительница П. И. Кавендрова, священник Е. А. Новгородский.
На первое десятилетие XX века Баранчеевка относилась к самым крупным сёлам Ягановской волости и Керенского уезда, население которых превышало тысячу человек, в среднем состав семьи достигал 6,3 человека.
Баранчеевский помещик Александр Александрович Яшин (1867-?) был земским гласным и почетным мировым судьей в Керенском уезде. Он организовал одну из первых в уезде пожарную дружину, в которую входило 45 человек.
В течение всего лета 1917 года продолжались самовольные захваты помещичьих земель, порубка лесов, разгромы усадеб, вывоз из усадеб зерна, инвентаря и скота. Баранчеевский помещик А. А. Яшин 1 августа 1917 г. жаловался уездным властям, что крестьяне проводят потраву его хлебов, уничтожают фруктовый сад, растаскивают фрукты и овощи. 15-16 октября его имение было разгромлено.
Установление советской власти в селах уезда прошло в течение января — марта 1918 года. Пензенская, Тамбовская и Симбирская губернии были первыми, где опробовалась система продразвёрстки, перенесенная потом на всю страну. Вот так, например, проводилось изъятие хлеба в селе Баранчеевка. Председатель укома Абрам Буздес на одном из заседаний укома сообщал: «Положение с продовольствием безотрадное… дальше такое положение нетерпимо, мы продовольствием можем провалиться на перевыборах волсовет… настроение крестьян есть глухое ворчание, это ворчание может вылиться не в хорошее явление, мы думаем это ворчание прекратить выдачей четверти фунта соли всему населению, но Пенза на это не идёт… Я теперь предлагаю следующее: немедленно нужно послать ответственного товарища с отрядом в Баранчеевку, брать каждого крестьянина и трясти, пока не вытрясем причитающийся с Баранчеевки наряд, и сейчас же после этого выдать незамедлительно двойную норму товаров, что может явиться хорошим толчком и другим обществам».
За неуплату денежных и хлебных повинностей у семей отнимали лошадь, корову, избу и другую собственность, Тем, кому приписывалась антисоветская пропаганда, подлежали суду и высылке из пределов Средне-Волжского края (из Баранчеевски выслан И. В. Казуров (Баранчеевка). Некоторые скрывались или срочно уезжали из родных мест.
В пылу ликвидации кулачества в Баранчеевке у 18 семей описали имущество, 7 хозяев подлежали высылке на запольные участки. Ошибочно изъятый у середняков хлеб и скот районное начальство приказало возвратить. Весь скот был разобран по дворам, в т. ч и овцы. Все перепуталось, так как некоторые крестьяне забрали себе лучших лошадей и коров. Многие кричали: «Долой такую власть и колхоз!», а также возмущались тем, что начальство обещало выдать овёс на семена, но обещания не сдержало. Из колхоза в 1930 году вышло 44 хозяина, из них 12 середняков, 20 бедняков, 2 батрака.
В 1939 году Баранчеевка вместе со всем Беднодемьяновским районом входит во вновь образованную Пензенскую область. В селе значится сельская библиотека, одна из 4-х в районе.
22 июня 1941 года, как вспоминают люди старшего поколения, в городе Беднодемьяновске (Спасске) проходила традиционная ярмарка. По радио сообщили о начале войны. Вечером 22 июня во всех населённых пунктах района прошли митинги. Все выступавшие на митингах были единодушны в патриотическом порыве, они были готовы защитить любимую Родину.
Беднодемьяновцы сразу откликнулись на обращение о постройке 5 эскадрилий боевых самолётов. В короткий срок колхозники Баранчеевского сельсовета собрали 14,5 тысяч руб.
Совхоз «Зубовский» с 1949 года специализировался на животноводческом направлении. Продукция отправлялась на Московский мясокомбинат. К этому времени совхоз объединил земли спецпоселка и часть земли баранчеевского колхоза «Память Жданова», земельная площадь составила около 6 тысяч гектаров.
В 1957 году в районе впервые проведен День молодёжи. Зав. отделом культуры Ю. Ф. Галишников сообщал читателям районной газеты, что в Баранчеевке построен новый клуб на 100 мест с помещением для библиотеки.

## Население
| 1746  | 1763  | 1782 | 1864 | 1877 | 1897 | 1911  |
| ----- | ----- | ---- | ---- | ---- | ---- | ----- |
| 496   | ↗712  | ↗820 | ↘705 | ↗715 | ↗823 | ↗1130 |
| 1926  | 1930  | 1939 | 1959 | 1979 | 1989 | 2002  |
| ↗1247 | ↗1404 | ↘855 | ↘519 | ↘312 | ↘188 | ↘144  |
| 2004  | 2008  | 2010 |      |      |      |       |
| ↘135  | ↘131  | ↘127 |      |      |      |       |

Национальный состав
В основном русские.

## Экономика
Передовое многопрофильное крестьянское фермерское хозяйство «Родник» (3 тыс. 303 га пашни), 35 работников. Руководитель — Свищев М. А. Основные культуры — зерно и сахарная свекла.

## Русская православная церковь
Храм Архангела Михаила (2010 г.).

## Инфраструктура
Начальная общеобразовательная школа, Дворец культуры.

## Знаменитые уроженцы
Гуляков Александр Дмитриевич — ректор Пензенского государственного университета, депутат Законодательного собрания Пензенской области, генерал-майор милиции в отставке, почётный гражданин Спасского района.
Авдонин Виктор Петрович — депутат Законодательного Собрания Пензенской области от избирательного округа № 11, член Генерального совета Федерации независимых профсоюзов России, член Центрального комитета Профсоюза работников аграропромышленного комплекса Архивная копия от 10 мая 2016 на Wayback Machine РФ.

## Помещики-землевладельцы
Азарьева Александра Петровна, рождённая Гагарина, тит. советница, Баранчеевка, 1850—1858, 90 дес., 56 душ. Муж? Азарьев Григорий Алексеевич. Земля продана Юрьевой В. К.
Арапов Алексей Николаевич, Казинка,1811-1834; Баранчеевка, 1852, 39 душ.
Баранчеев Прокофий Яковлевич, полковник, Баранчеевка, до 1718. Верхнеломовский воевода в 1698—1700. Марья Ивановна, жена П. Я. Баранчеева, рождённая Внукова, д. Баранчеевка, 1718-22, 86 душ. Земля перешла по суду к С. Л. Игнатьеву, далее по суду досталась наследникам Баранчеевой — Гагариным.
Веденяпина Софья Ивановна, кол. рег., рождённая Юрьева, дочь И. И. Юрьева, Баранчеевка, 1891—1907, 268—197 дес.
Гагарин Александр Александрович, князь, Баранчеевка, 1802—1812, 598 душ. Михаил Александрович, сын А. А. Гагарина, Баранчеевка, 1834, 380 душ. Петр Александрович, сын А. А. Гагарина, подполковник, Баранчеевка, 1816. Жена Анна Дмитриевна. Яков Петрович, сын П. А. Гагарина, полковник, Баранчеевка, 1849-52. К 1958 г. умер. Николай Петрович, сын П. А. Гагарина, полковник, Баранчеевка, 1834-58, с братом Михаилом, 325 дес., 330—143 души. Сестра Азарьева А. П. см. Алексей Яковлевич, кол. регистр., сын Я. П. Гагарина, Баранчеевка, Новоселки, 1862, 94 дес., 43 души.
Глебов Михаил Петрович (1789—1852), гв. ротмистр, За 1-й женой Анной Петровной Новосильцевой в Сиянове имение в 1816-31 гг., 87 дв., 790 дес. В Сиянове не жили. После смерти жены — 2-й брак с А. И. Баранчеевой. Жил в Рязанской губернии Крапивинского уезда, с. Панино, где и похоронен. Ист.: Род Глебовых, 1911 г.
Григорьев Сергей Александрович, надв. сов.,Новоселки, 1868-73, 12 дес.. Жена Елизавета Ивановна, рождённая Юрьева (сестра И. И. Юрьева, спасского городничего), в 1-м браке Добровольская. За ней в Баранчеевке и Новоселках, 1858-73, 57 душ, 245 дес.
Громницкий Федор Григорьевич (1763—1846), капитан, Р. Пимбур, 1806-34, в Керенском у. 267 душ. Керенский земский исправник. Жена ^ Екатерина Федоровна, за ней в Р.Пимбуре, Баранчеевке и Новоселках в 1799—1852 гг. 334 и 39 душ по покупке у А. Боташева, от Всеволожских. Дети: Петр Громницкий — декабрист, Александр, подпоручик, участник Пензенского ополчения 1812 г., Виктор, Мария, Варвара, Ольга.
Давыдова Прасковья Ивановна, рождённая Игнатьева, дочь И. С. Игнатьева, Баранчеевка, 1795—1815. Муж Вас. Давыдов. Дети: Маргарита, Елизавета.
Добровольский Филипп Семенович, подполковник, Баранчеевка, Новоселки, 1858, 54 души, 390 дес. В селе не жил. 1-й муж? Елизаветы Ивановны Юрьевой, по 2-му браку Григорьевой.
Игнатьев Степан Лукич (?-1747), генерал-лейтенант, Баранчеевка, 1736-47, 176 душ. Земля от М. И. Баранчеевой по залогу. Крестьян перевёл из Владимирского уезда. Сын Иван Степанович (?-к 1781), премьер-майор, 1761, 244 души. После его смерти у жены Игнатьевой Афимьи Ивановны в 1783 г. 244 души.
Кондрашева Екатерина Ивановна, рождённая Юрьева, Баранчеевка, 1891—1914, 268 дес.
Ожаровская Лидия Николаевна, графиня, рождённая Гагарина, Баранчеевка, 1867-73, 360—107 дес.
Раевская Маргарита Васильевна, рождённая Давыдова, полковница, по 2-му браку Завалиевская, Баранчеевка, 1815-68, 332 души, 646 дес.
Свищев Николай Михайлович (1795-п. 1858), штабс-капитан, брат П. М. Свищева, Свищево, 1811-до 1858, 103 души, 259 дес. Жена Мария Васильевна Вышеславцева см. Дети: Анна, Александра, Аграфена, Елизавета, Мария, Софья. У Марии, Анны и Александры земля в селе в 1858—1900-х гг. От Марии Николаевны земля 224 дес. по наследству — к сестре Аграфене Николаевне, в замужестве Яшиной (Баранчеевка). Александра в замужестве Мерлина, муж Алексей Дмитриевич Мерлин (Суриновка). Елизавета в замужестве Лопатина. Софья — Ралгина.
Свищева Екатерина Дмитриевна, ротмистрша, Казинка, Ульяновка, 1795—1816, 40 душ. Дочь Д. Мещеринова. Муж Петр Владимирович Свищев. Земля от раздела материнского имения, и свою долю (200 дес.) ей продала сестра Мария Дмитриевна Арапова. Их сыновья: Иван Петрович (1782—1873), поручик, Казинка, 1811-73, 110 душ, 246 дес. В селе не жил. Жена Раневская Варвара Евграфовна, дети: Ольга, Евграф. Участник Пензенского ополчения 1812 года. Петр Петрович (1775-?), поручик, Ульяновка, Баранчеевка, 1806-41, 14 душ. Часть земли и крестьян купил у двоюродных братьев Лачиновых Дмитрия и Михаила Анриановичей.
Селиверстова Елизавета Ивановна, дочь И. И. Юрьева, Баранчеевка, 1891—1906, 268 дес.
Стрекалова Екатерина Васильевна, рождённая Давыдова, Баранчеевка, 1815-47, 314 душ. Земля от матери П. И. Давыдовой см. Муж генерал С. С. Стрекалов.
Юрьев Иван Иванович, штабс-капитан, тит. сов., Баранчеевка, Сноховка, 1835-79, 119 душ, 390 дес. Жена Варвара Корнеевна, Баранчеевка, Новоселки, Р. Пимбур, 1858-91, 880 дес. Дети: Елизавета — в замужестве Селиверстова, Екатерина — в замужестве Кондрашова. Софья — в замужестве Веденяпина.
Яшин Александр Васильевич, кол. секр., Баранчеевка, Новоселки, 1891-95, 253 дес. Его сын Александр Александрович, кол. рег., 1902-17, 253 дес. Жена Аграфена Николаевна, рождённая Свищева, Свищево, 1898—1917, 264 дес. см.

## Памятники
Мемориал Славы (2010 г.) погибшим в годы Великой Отечественной войны воинам сел Баранчеевка, Власьевка, Ишкино, Рузаново Беднодемьяновского (ныне Спасского) района «Скорбящая мать»: скульптура женщины, осеняющей себя крестным знамением, обращена к алтарю сельского храма Архангела Михаила. Она олицетворяет скорбь и молитву всех матерей, чьи дети погибли во время Великой Отечественной войны.